# Oedignatha striata
Oedignatha striata là một loài nhện trong họ Corinnidae.
Loài này thuộc chi Oedignatha. Oedignatha striata được Eugène Simon miêu tả năm 1897.